# Le Voyageur et son Ombre
Le Voyageur et son Ombre (Der Wanderer und sein Schatten) est une œuvre du philosophe Friedrich Nietzsche publiée pour la première fois en décembre 1879 dans le tome II de Humain, trop humain. Le recueil contient 350 aphorismes sans séparation explicite en chapitres bien qu’il reprenne ceux du tome I[pas clair].